# Canas (provincie)
Canas is een van de dertien provincies van Peru in de regio Cuzco, gelegen in het zuidelijk gebergte van Peru. De provincie heeft een oppervlakte van 2104 km² en telt 39.293 inwoners (2015). De hoofdplaats van de provincie is het district Yanaoca.

## Bestuurlijke indeling
De provincie Canas is verdeeld in acht districten, met elk een burgemeester. Hieronder staat een lijst met de districten, UBIGEO tussen haakjes.
- (080502) Checca
- (080503) Kunturkanki
- (080504) Langui
- (080505) Layo
- (080506) Pampamarca
- (080507) Quehue
- (080508) Tupac Amaru
- (080501) Yanaoca, hoofdplaats van de provincie

Acomayo · Anta · Calca · Canas · Canchis · Chumbivilcas · Cuzco · Espinar · La Convención · Paruro · Paucartambo · Quispicanchi · Urubamba